# レスター・ヤング
レスター・ウィリス・ヤング(Lester Willis Young、1909年8月27日 - 1959年3月15日)はテナーサックス奏者であり、クラリネット奏者でもある。チャーリー・パーカーなどの偉大なミュージシャンたちから目標とされたジャズの演奏家。
歌手のビリー・ホリデイがテナーサックス奏者のプレジデント（代表）という意味でつけた、プレス（Pres
）の愛称で親しまれる。

## 若年期・キャリア
ミシシッピ州のウッドヴィルという町で生まれる。生まれて間もない頃に、家族と共にルイジアナ州のニューオーリンズに移住。そこで幼少時代を過ごす。さまざまな楽器に精通していた父ウィリス・ハンディ・ヤングは、自分の子どもたちにあらゆる楽器を教えた。レスターはまずヴァイオリンをおぼえ、その後トランペット、ドラムス、サックスを習得した。父が家族に与えた音楽的影響は大きく、兄のリー・ヤングは後年ドラマーになり、親戚のなかにもプロの音楽家として活躍している者が何人かいたほどである。
レスターが11歳のときにミネアポリスに移り住んだ一家は、父をリーダーとしてファミリーバンドを結成。ボードヴィル（寄席）やカーニバルの舞台で演奏していた。が、厳しい父との確執は強く、1927年、黒人の思考や行動を規制するジム・クロウ法が導入されているアメリカ南部への巡業を拒んだレスターは、そのことを理由にバンドを脱退する。19歳で独立しいくつかの楽団を経験したのち、1933年、ミズーリ州カンザスシティに居を落ち着ける。カウント・ベイシー楽団に所属したレスターは、当時テナープレイヤーのスターとして君臨していたコールマン・ホーキンスのアグレッシブで荒々しい奏法とは正反対の、ソフトで優しい演奏スタイルで徐々に人気を博していった。
その後、ベイシー楽団を離れ、人気絶頂だったホーキンスの後任としてフレッチャー・ヘンダーソン楽団に入ったレスターだが、彼を待っていたのは“ホーキンスのようにプレイしなければいけない”というプレッシャーと、周囲からの厳しい批評だった。まもなくそこを辞め、アンディ・カークバンドで6ヶ月ほど演奏するが、再びベイシーと活動するために彼の楽団に戻ることを決める。1936年、ビッグバンドカウント・ベイシー楽団に舞い戻ったレスターは、ここでやっと初めての国民的名声を得る。当時、ジャズの街として知られたカンザスシティで、彼の人気と知名度は上昇し、数多くのツアーとレコーディングを行った。
第二次世界大戦が始まる直前、1936年から1940年の間にレスターがベイシー楽団と行ったレコーディングは、革命的といえるものだった。バンドの“テンポ”にとらわれるのではなく、彼のソロは“漂うように”流れ、そこには彼独特のテンポが存在していた。真のアドリブ奏者であり、ソロパートを演奏するたびに毎回次から次へとまるで異なるフレーズが飛び出した。事実、レスターがベイシー楽団に在団していた時期が、バンドの最盛期だと見る人は多い。クラリネット奏者であるフランク・パワーズは、後に（1960年頃）「そうだな。プレスが辞めてからベイシーを聴かなくなった」と語っている。
ヤングはまたクラリネットの達人でもあり、その奏法においてもまったく独自のものであった。1938年～1939年に彼が行ったクラリネットの仕事は、ベイシーやビリー・ホリデイ、レスター自身やベイシーがリーダーを務める小さなグループ、または無名のオルガン奏者グレン・ハードマンとレコーディングした楽曲に収められている。だが1939年、彼のクラリネットが誰かに盗まれてしまう。その後、コンサート・プロモーターでありレコード・プロデューサーであるノーマン・グランツにクラリネットを渡され、吹いてほしいと熱心に説得される1957年頃まで、レスターはクラリネットのことをすっかり忘れていたといわれる。

## その他
1930年代頃より、黒人の間で英単語"cool"を「涼しい」という元の意味から転じて「涼やかな雰囲気でお洒落である（≒かっこいい）」という表現に使うスラング用法が存在していたが、このレスターの落ち着いた演奏スタイルがしばしばこの意味で形容されて支持を得ていったことが一因となり、世間一般にもこのスラングが広まったと言われる。